# Privilegio paolino
Il privilegio paolino è, in diritto canonico, una causa di scioglimento del vincolo matrimoniale, previsto dai can. 1143-1147 del Codex Iuris Canonici. È così denominato perché trae origine da una lettera di San Paolo (I Cor. 7, 12-15).
In base al privilegio paolino i matrimoni legittimi sono sciolti, in favore della fede (favor fidei), cioè per favorire l'esercizio della fede cristiana del credente, quando uno dei coniugi, sposatisi senza essere battezzati, riceva successivamente il battesimo e l'altro coniuge si rifiuti di continuare la convivenza o non voglia coabitare pacificamente senza offesa a Dio.
In tal caso la parte battezzata, interpellata l'altra parte per conoscere la sua eventuale disponibilità al battesimo o almeno alla pacifica convivenza, ove l'esito sia negativo, acquista il diritto di contrarre un nuovo matrimonio con altra parte cattolica ed, eventualmente, per grave causa e col consenso del vescovo, anche con una parte non cattolica, battezzata o non.